# Cassie Chadwick
Cassie L. Chadwick (10 de octubre de 1857 – 10 de octubre de 1907) es el nombre infame usado por una mujer canadiense que defraudó a varios bancos de Estados Unidos por millones de dólares al reclamar ser una hija ilegítima y heredera de Andrew Carnegie.

## Primeros años de vida
Ella nació como Elizabeth Bigley el 10 de octubre de 1857 en Eastwood (oeste de Canadá), Provincia Unida de Canadá. Sus padres, Dan y Annie trabajaron en una pequeña granja de Eastwood. Tuvo tres hermanas: Alice, Mary, y Emily, y un hermano llamado Bill. Su padre trabajaba para el Grand Trunk Railway como jefe de la sección y estaba a menudo fuera de la granja.
"Betsy" era como la conocía su familia y se sabe que soñaba despierta y decía mentiras cuando era niña.
A la edad de 14 años, Chadwick fue a Woodstock, Ontario, Canadá. Allí se abrió una cuenta bancaria con una carta de dudosa herencia de un "desconocido" tío en Inglaterra con una pequeña cantidad de dinero en efectivo. Una vez allí, Chadwick pasó varios cheques sin valor a diversos comerciantes. En 1870, fue arrestada en Woodstock por falsificación de documentos. Fue puesta en libertad debido a su edad y su insensatez.
Después de una ausencia de tres años de Eastwood, volvió y se enteró de que su hermana Alice se casó. Alice se había casado con el Sr. Bill York, un carpintero de Cleveland, en 1875. Alice se había trasladado a Cleveland, Ohio, a vivir con su nuevo marido. Chadwick rápidamente subió a un tren y se dirigió al sur de los Estados Unidos.

## Inicios en los Estados Unidos
Después de una breve estancia con su hermana y su nuevo cuñado, ella alquiló la planta baja de una casa en la avenida 149 de la calle Garden, en Cleveland, Ohio a una señora llamada Brown. Chadwick, quien dijo ser viuda, asumió el nombre místico de Madame Lydia DeVere. Ella se instaló como una clarividente con fondos de un préstamo bancario en el mobiliario York.
En 1882, como Lydia DeVere, se casó con el Dr. Wallace S. Springsteen en Cleveland, Ohio. La pareja intercambió votos ante un Juez de Paz el 21 de noviembre de 1882. Tomó el nombre de la Sra. Lydia Springsteen y se mudó a la casa del médico, en la avenida 3 de la calle Garden. Una fotografía con su historia apareció en el diario The Plain Dealer de Cleveland.
El artículo del periódico llevó a su hermana, la señora Alice York, y a personas de diversos oficios a la casa del Dr. Springsteen, exigiendo el pago de las deudas de su esposa que había acumulado. Cuando el Dr. Springsteen confirma las historias sobre el pasado de su esposa (unos once días más tarde), la echó de la casa. El Dr. Springsteen pidió el divorcio (el cual fue concedido a principios de 1883) y se establecieron las deudas bajo el nombre de Lydia DeVere.
Chadwick de nuevo se estableció como una vidente de Cleveland. Conoció a su siguiente marido bajo el nombre de Madame Marie LaRose. En 1883, se casó con el Sr. John R. Scott, un agricultor del Condado de Trumbull, Ohio. Ella convenció a Scott que firmara un prenupcial, citando abuso de parte de su primer marido. Tras cuatro años de vida en la granja, ella fue (con acuerdo prenupcial en mano) a un abogado en Youngstown, Ohio. Dejó una declaración jurada con confesión de adulterio y dirigida a su abogado para solicitar el divorcio.

## Primer juicio por fraude
En 1886 se convirtió en una adivina bajo el nombre de Lydia Scott. Un año más tarde, en 1887, asumió el nombre de Madame LaRose.
En 1889 volvió a recurrir a la falsificación. Chadwick fue declarada culpable y condenada a 9 años y medio en una prisión de Toledo, Ohio. Ella salió en libertad condicional cuatro años más tarde, en 1891 y volvió a Cleveland, Ohio.

## Tercer marido de Chadwick
Con su regreso a Cleveland en 1891, asumió el nombre de la Sra. Cassie Hoover. Ella abrió un burdel cercano al oeste de la ciudad. En el burdel, conoció a su siguiente marido, un viudo rico llamado Dr. Leroy Chadwick. Al saber de la pérdida reciente del médico, Chadwick hizo el papel de una viuda gentil, "la Sra. Hoover," que tenía una casa respetable de embarque para las mujeres. Cuando el Dr. Chadwick respondió que el establecimiento era un burdel muy conocido, "la Sra. Hoover" se desmayó. Una vez restablecida, ella dijo que ella nunca tendría ese tipo de establecimiento. Ella le rogó al doctor inmediatamente que la llevara fuera del edificio, para que nadie piense que ella es cómplice de su funcionamiento.

## Como Cassie Chadwick
En 1897 se casó con el Dr. Chadwick. Durante el tiempo que estuvo como la esposa del respetado Dr. Chadwick, no está claro si él sabía que ella había dado a luz un hijo de nombre Emil Hoover. Además, no está claro si el Dr. Chadwick sabía que Emil fue dejado al cuidado de una de las mujeres del burdel.
Ella era muy buena en enmascarar su identidad y la de su hijo. En documentos de la corte, se identificó como soltera y sin hijos cuando fue acusada de falsificación. Sin embargo, en el censo de los Estados Unidos de 1900 (Distrito 97, Cleveland, Ohio del Condado de Cuyahoga), se identificó como Cassie Chadwick, nacida el 3 de febrero de 1862 en Pennsylvania. Su hijo Emil fue enumerado como Emil Chadwick, nacido en septiembre de 1886 en Canadá. Después de la estafa Carnegie, Emil Hoover fue identificado en los periódicos como su hijo.
Los hábitos de consumo de Chadwick eran superiores a las de sus adinerados vecinos a lo largo de la avenida Euclid Cleveland, entonces conocida en todo el mundo como "Fila de Millonarios". En lugar de ser recibida en el exclusivo enclave de los Rockefeller, Hanna, los Hays y los Mathers, Chadwick fue pensada más como una mujer curiosa que trató en vano de comprar los favores de algunas de las familias más ricas de la nación. Cuando fue invitada a eventos sociales, era solo por compromiso con el Dr. Chadwick (a quien los residentes del área eran muy allegados).

## Muerte
Chadwick murió en su cumpleaños en la penitenciaría de Columbus el 10 de octubre de 1907 a los 50 años de edad. El funeral fue oficiado por el reverendo F. W. Thompson de la Iglesia Metodista de College Avenue. Su entierro fue el 16 de octubre de 1907 en el Cementerio Episcopal (actual cementerio Anglicano de Woodstock en la sección "A" Vansittart Avenue) en Woodstock, Ontario, Canadá, su lugar de nacimiento. En la lápida de Chadwick se lee "Elizabeth Bigley esposa de L. S. Chadwick, M. D. 1859 - 1907".